# انرژی هسته‌ای در آمریکا
انرژی هسته‌ای در آمریکا با ۹۲ رآکتور تجاری نمود پیدا می‌کند که شامل ۶۱ رآکتور آب تحت فشار و ۳۱ رآکتور جوشان است و ۸۰۹ تراوات معادل ۲۰ درصد تولید ملی انرژی الکتریکی آمریکا را در سال ۲۰۱۹ شامل می‌شود.